# Station Old Street
Old Street is een station van National Rail en de metro van Londen aan de Northern Line. Het station is geopend in 1901. 

## Geschiedenis
In 1893 kreeg de City and South London Railway (C&SLR) toestemming om haar lijn tussen het centrum en de wijken ten zuiden van de Theems naar het noorden te verlengen. Old Street is onderdeel van het tweede deel van de verlenging dat op 17 november 1901 werd geopend. Destijds was het gebied rond het station een mix van lichte industrie, handel en pakhuizen. De Great Northern & City Railway (GN&CR) bouwde enkele jaren later twee grootprofiel (4,9 meter) tunnels boven de C&SLR met als doel een aftakking van de Great Northern Railway (GNR) naar het centrum te realiseren. GNR voelde echter weinig voor elektrificatie zodat bij Finsbury Park, de beoogde aftakking, de sporen ondergronds kwamen en de lijn vanaf de opening op 14 februari 1904 jarenlang een eilandbedrijf was. De verbinding met Finsbury Park werd uiteindelijk geopend in november 1976, waarbij de lijn een British Rail- route werd, met doorgaande diensten naar Hertford enWelwyn Garden City. 
In 1913 kregen beide lijnen een nieuwe eigenaar, de C&SLR werd eigendom van de Underground Electric Railways Company of London Limited (UERL) en de Metropolitan Railway kocht de GN&CR. De C&SLR had echter smallere tunnels (3,20 m) dan het standaardprofiel van Yerkes (3,56 m). UERL wilde dan ook de tunnels van de C&SLR ombouwen tot standaard afmetingen maar de Eerste Wereldoorlog verhinderde dit. Na afloop van de oorlog werden de plannen weer opgepakt en op 8 augustus 1922 werd de lijn bij Old Road gesloten voor de ombouw die op 20 april 1924 was afgerond.
Het bovengrondse stationsgebouw werd herbouwd in 1925 toen de liften door roltrappen werden vervangen. De voorgevel van het station werd opnieuw ontworpen door de huisarchitect van de UERL, Stanley Heaps, samen met adviseur Charles Holden. Holden was door algemeen directeur Frank Pick naar voren geschoven om eenvormige gevels te maken voor verschillende  stationsingangen. Holden ontwierp vervolgens de stations voor de zuidelijke verlenging van de C&SLR tot Morden die tussen 1922 en 1926 werd gebouwd. Totdat Moorgate in 1938 ook roltrappen kreeg was Old Street het belangrijkste overstappunt tussen beide lijnen.  

## London Transport
In 1933 werden zowel de UERL als de Metroploitan Railway ondergebracht in London Transport dat de lijnen de uniforme uitgang Line gaf. De C&SLR werd zodoende Morden Edgware Line en de GN&CR Northern City Line. In 1937 werd de Morden Edgware Line omgedoopt in Northern Line als verwijzing naar het Northern Heigths project dat door de lijn zou worden bediend. Hierbij werd ook de Northern City Line als onderdeel van de Northern Line gepresenteerd. Tijdens de Tweede Wereldoorlog werd het station, net als het in 1922 gesloten City Road, gebruikt als schuilkelder.

## Ombouw
In 1968 werden de bovengrondse gebouwen gesloopt en werd een nieuwe verzonken hal gebouwd midden in de rotonde van Old Street. Hierbij werd ook een tweede rolstapgroep geplaatst. 
Begin jaren 70 was Old Street een beoogd station aan een nieuwe metrolijn tussen Wimbledon en Leytonstone die deels zou bestaan uit baanvakken van bestaande lijnen. De lijn kwam er toen niet door gebrek aan bekostiging en Crossrail 2 dat uit het plan is voort gekomen heeft geen station meer bij Old Street.  
De gietijzeren schachtringen werden in de loop der tijd aangetast door de zure bodem ten zuiden van het station, Daarom was het begin jaren 90 nodig om ze te vervangen door roestvaststalen exemplaren.  
In 2014 is het station door Transport for London herontwikkeld in samenwerking met verhuurbedrijf Appear Here. Hierbij werden onder meer Pop-up winkelruimtes werden gebouwd rond de ingang van het station om de inkomsten te vergroten. Station Old Street is drukker geworden en trok in 2014 meer dan 20 miljoen bezoekers. Naar verwachting zal Het station wordt als strategisch belangrijk beschouwd, aangezien het gebied rond Old Street wordt ontwikkeld tot een centrum voor informatietechnologie. In 2017 kondigde de London Borough of Islington plannen aan om het station te voorzien van een nieuwe ingang en betere voorzieningen voor fietsers. 

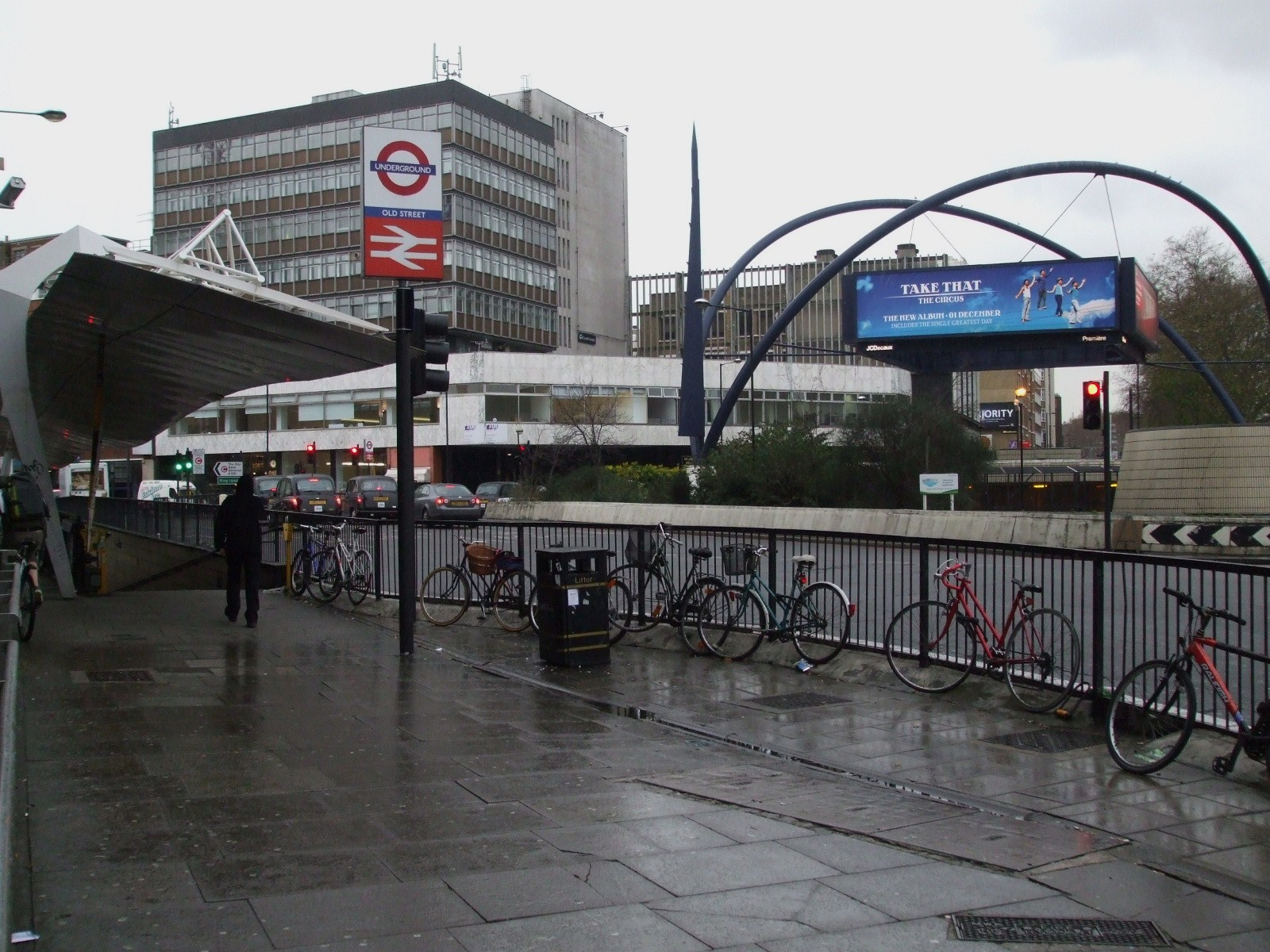
De zuidoostelijke toegang.
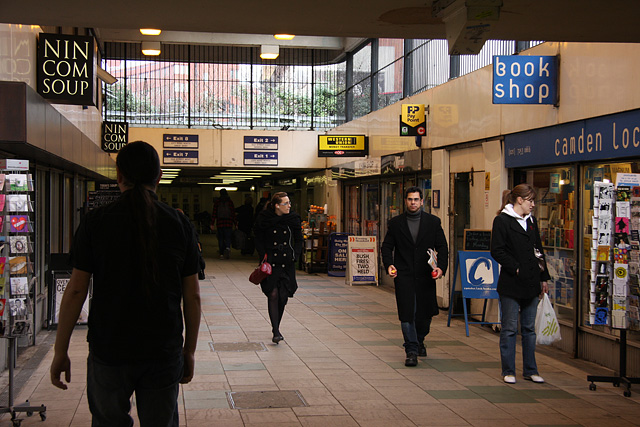
De ondergrondse winkelstraat.
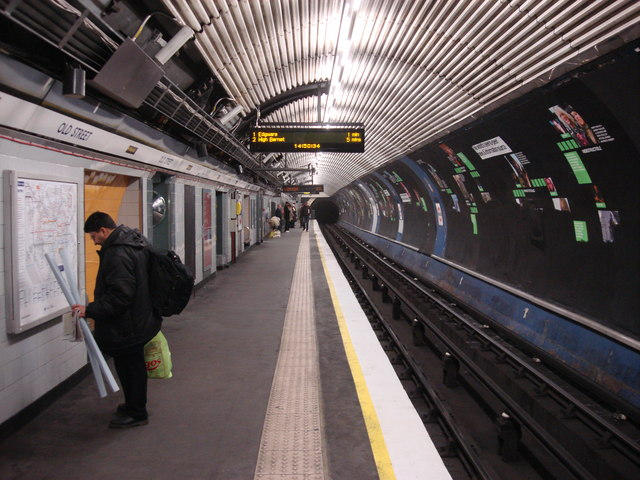
De Northern Line naar het noorden.

## Ligging en inrichting
Station Old Street ligt in de London Borough of Islington, dicht bij de grens met de London Borough of Hackney in het noordoosten. Het ligt midden onder de Old Street Roundabout, een belangrijk verkeersknooppunt op de London Inner Ring Road, deels in de wijk Bunhill van Islington en deels in de wijk Hoxton van Hackney. 
De ondergrondse verdeelhal is direct aangesloten op de St. Agnes Well, een ondergrondse winkelstraat onder de rotonde. Achter de toegangspoortjes kunnen de reizigers via een wenteltrap en reizigerstunnels de perrons van de Northern City Line bereiken, de uitstappers kunnen via een andere gang de onderkant van de roltrappen bereiken die tevens dienst doen voor de uitstappers van de metro. Metroreizigers kunnen via een roltrap naar de tussenverdieping boven de perrons van de metro. De tussenverdieping ligt onder de tunnels van de Northern City Line en is met vaste trappen verbonden met de perrons van beide lijnen.
Het verzorgingsgebied strekt zich uit tot het spookstation City Road, voor het Nationale spoorwegnet geldt het station als Londens eindpunt hoewel de terindienst doorloopt tot Moorgate.

## Incidenten
- 16 augustus 1921 viel een man op het spoor en kwam daarbij om het leven. Hij werd geïdentificeerd door een kaart met persoonlijke gegevens in zijn zak.
- 25 maart 1970 ging een roltrap op het station kapot tijdens de ochtendspits. Zes mensen werden met lichte verwondingen naar het ziekenhuis gebracht nadat ze waren gevallen.
- In maart 2015 werd een man aangereden en gedood door een trein. Een onderzoek concludeerde dat er sprake was van overlijden door een ongeval.
- In 2017 hebben zich twee belangrijke incidenten voorgedaan: 
  - In mei werd het station gesloten nadat een lichaam was gevonden in het stationscomplex.
  - 30 september werd het station ontruimd nadat passagiers een luide "knal" hoorden. Ongeveer 20 ambulances en talrijke politieagenten kwamen ter plaatse, in de veronderstelling dat het een potentieel terroristisch incident was. Een zoektocht door het station leverde niets verdachts op.

## Reizigersdienst
Het station heeft vier sporen die allemaal gebouwd zijn in geboorde diepe tunnels. Spoor 1 & 2 op 25 meter diepte zijn als eerste gebouwd bedienen de Northern Line van de metro van Londen, terwijl de daarboven gelegen sporen 3 & 4 de Northern City Line van het nationale spoorwegnet bedienen. Voor de metro ligt het station in travelcardzone 1, voor het nationale net maakt deel uit van de Londense stationsgroep en reizigers met National Rail-tickets kunnen kaartjes met de vermelding "London Terminals" gebruiken. Late avond- en weekenddiensten werden in 2015 op de Northern City Line geïntroduceerd als onderdeel van de Great Northern Thameslink-franchise.
De National Rail diensten over de Northern City Line worden hier uitgevoerd door Govia Thameslink Railway.
De normale dienst tijdens de daluren is:
- National Rail
  - 8 treinen per uur naar Moorgate
  - 4 treinen per uur naar Welwyn Garden City
  - 2 treinen per uur naar Hertford North
  - 2 treinen per uur naar Watton-at-Stone
- Underground
  - 20 metro's per uur naar Morden via Bank
  - 10 metro's per uur naar Edgware
  - 10 metro's per uur naar High Barnet

## Graffiti
De graffitikunstenaar Banksy schilderde in 2002 een Pulp Fiction-muurschildering in de buurt van station Old Street. Het was gebaseerd op Vincent Vega en Jules Winnfield uit de gelijknamige film, behalve dat de personages bananen vasthielden in plaats van wapens. Het werd per ongeluk overschilderd in 2007. Een vertegenwoordiger van Transport for London zei: "Onze graffitiverwijderingsteams bestaan uit professionele schoonmakers, niet uit professionele kunstcritici".

## Fotoarchief
- London Transport Museum Photographic Archive
  - Original Old Street station building
  - Redesigned station building in 1929